# Khách sạn "Cracovia"
Khách sạn "Cracovia" (tiếng Ba Lan: Hotel „Cracovia") là một khách sạn theo chủ nghĩa hiện đại tọa lạc tại số 1 đại lộ Thống chế Ferdynand Foch, Kraków, Ba Lan. Khu phức hợp bao gồm khách sạn "Cracovia" và rạp chiếu phim "Kijów" được ghi danh vào Sổ đăng ký các di tích bất động trong tỉnh Małopolskie của Viện Di sản Quốc gia Ba Lan. Trước năm 2011, khách sạn thuộc về Tập đoàn khách sạn Orbis. Từ năm 2016, khách sạn trở thành tài sản của Bảo tàng Quốc gia ở Kraków.

## Lịch sử
Khách sạn "Cracovia" được xây dựng từ năm 1960 đến năm 1965, dựa theo bản thiết kế của kiến trúc sư Witold Cęckiewicz. Lễ khai trương của khách sạn diễn ra vào ngày 22 tháng 6 năm 1965. Sau khi hoàn thành, khách sạn "Cracovia" là khách sạn dài nhất (150 mét) và là một trong những khách sạn lớn nhất và hiện đại nhất ở Ba Lan. Chủ tịch Ủy ban Văn hóa Thể chất và Du lịch Trung ương lúc bấy giờ là Włodzimierz Reczek đã đặt tên cho khách sạn.

## Miêu tả
Khách sạn là một tòa nhà năm tầng có 510 giường trong 309 phòng và 9 dãy phòng. Khách sạn cũng bao gồm một nhà hàng, một quán cà phê, một phòng hội nghị, một sòng bạc cho khách tùy nghi sử dụng, một khu phức hợp bán lẻ lớn ở tầng trệt, 22 chỗ để xe, một bãi đậu xe rộng rãi và rạp chiếu phim "Kijów".